# Aurelio (quartiere)

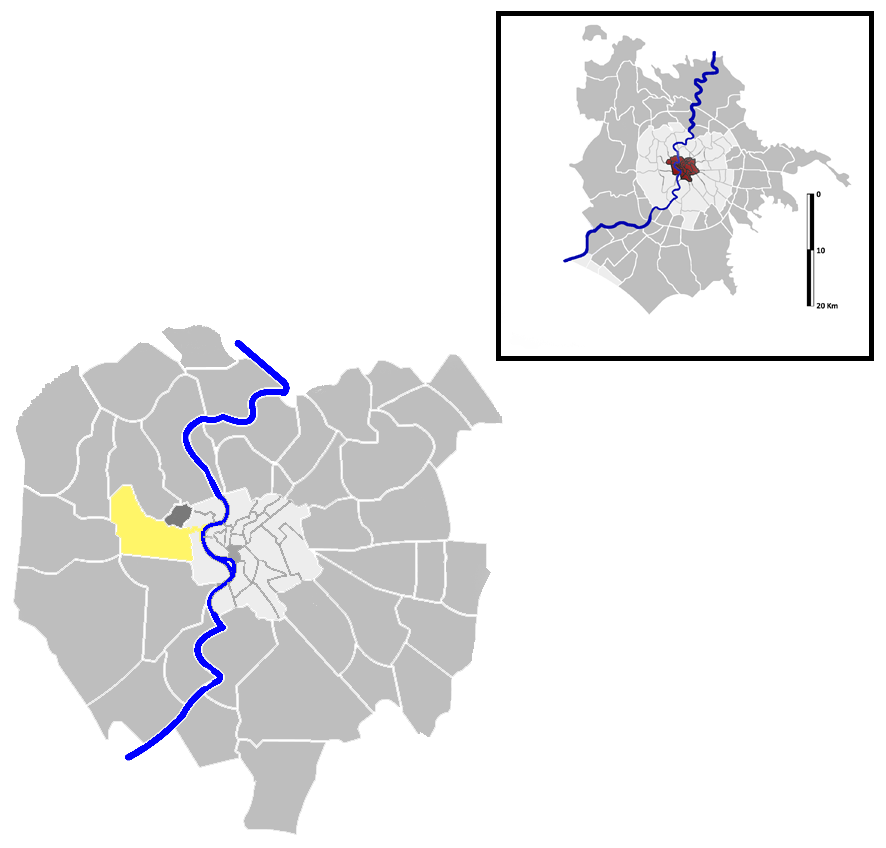
Quartiere Aurelio

Aurelio é o décimo-terceiro quartiere de Roma e normalmente indicado como Q. XIII. Seu nome é uma referência à Via Aurelia. 

## Geografia

Brasão do Quartiere Aurelio.

O quartiere Aurelio fica localizado na zona oeste da cidade, encostado na Muralha Leonina e na Muralha Aureliana. Suas fronteiras são:
- ao norte está o quartiere Q. XIV Trionfale, separado pela Via di Porta Pertusa, Via Aurelia, Via Anastasio II, Viale di Valle Aurelia e a via del Pineto Torlonia, e a Cidade do Vaticano, separado pela Muralha Leonina ao longo da Viale Vaticano e pela Via di Vialle Aurelia.
- a leste estão os rione Borgo e Trastevere, separado pela Via delle Mure Aurellie.
- ao sul está o quartiere Q. XII Gianicolense, separado pela Via Aurelia Antica.
- a oeste está o subúrbio S. IX Aurelio e o quartiere Q. XXVII Primavalle, separados pela Via di Torre Rossa, a Circonvallazione Cornelia e a Via Domenico Tardini.

## História
Aurelio estava entre os quinze primeiros quartieri criados em 1911 e oficialmente instituídos em 1921. Valle Aurelia é uma de suas subdivisões históricas mais conhecidas.

### Brasão
A descrição oficial do brasão de Aurelio é: De purpure uma águia caída de or, armada de gules, coroada de or, segurando na garra direita a espada e na esquerda o volumen..

## Vias e monumentos
- Parco regionale urbano del Pineto
- Pineta Sacchetti
- Porta Cavalleggeri
- Porta San Pancrazio
- Via Aurelia

### Antiguidades romanas
- Catacumba de Calepódio

## Edifícios

### Palácios evillas
- Casale di San Pio V
- Villa Abamelek (Embaixada da Rússia)
- Villa Carpegna
- Villa Giraud
- Villino Pacelli
- Villa Il Vascello
- Villa Veschi

### Outros edifícios
- Abbazia di San Girolamo
- Casa San Giuseppe (Opera Don Guanella)
- Cúria Geral da Ordem dos Frades Menores
- Istituto Dermopatico dell'Immacolata
- Ospedale San Carlo di Nancy

### Igrejas
- Sant'Ambrogio all'Aurelio
- San Giuseppe Cottolengo
- San Giuseppe dell'Opera Don Guanella
- San Gregorio VII
- San Leone a Boccea
- Santa Maria delle Grazie alle Fornaci
- Santa Maria Immacolata di Lourdes
- Santa Maria Mediatrice dei Franciscani
- Santa Maria della Provvidenza a Valle Aurelia
- Santa Maria del Riposo
- Santa Maria della Visitazione all'Aurelio
- San Pio V
- Santi Protomartiri Romani
- Cappella di Villa Maria Santissima Assunta

Demolidas
- Sant'Angelo alle Fornaci

Templos não católicos
- Santa Caterina Martire (Igreja Ortodoxa Russa)